# Японська окупація Сінгапуру
Япо́нська окупа́ція Сінгапу́ру — період історії Сінгапуру з 15 лютого 1942 року по вересень 1945 року.

## Події, що призвели до окупації
Японці захопили всі Малайї в малайській кампанії протягом двох місяців. Тиждень оборони Сінгапуру завершився 15 лютого 1942 року найбільшою в історії капітуляцією британських військ. Прем'єр-міністр Великої Британії Вінстон Черчилль назвав падіння Сінгапуру «найгіршою катастрофою і найбільшою капітуляцію в британській історії».

## Життя під час окупації
Кемпейтай (японська військова таємна поліція) здійснила численні злочини проти простих людей. Вони ввели систему «Сук Чінг», що означає «чистку через очищення» на китайській мові, щоб ліквідувати тих з них, хто брав участь в обороні або висловлював антияпонські переконання. Різанина Сук Чінг забрала життя від 25 000 до 50 000 етнічних китайців в Сінгапурі та Малайзії (за японськими даними було вбито 5 тисяч осіб): у китайців запитували адресу і рід занять, потім одним із них дозволялося повернутися додому, а інших на вантажівках відвозили на берег моря, де виводили на кілька метрів у воду і розстрілювали з кулеметів. Європейців та індійців зганяли в концтабори. Розстріли та грабежі в Сінгапурі тривали весь березень.
В кінотеатрах показували тільки японські пропагандистські фільми. Ці фільми показували мужність японців і висміювали англійців. Ходити в кіно взагалі було дуже небезпечно, тому що японці могли раптово з'явитися і забрати молодих людей для роботи.
Предмети першої необхідності були в дефіциті під час окупації. Ціни на них різко збільшилася через гіперінфляцію. Наприклад, ціна на рис зросла з $ 5 за 100 катті (близько 60 кг або 130 фунтів) до $ 5000. Японці видавали продовольчі картки, щоб обмежити обсяг ресурсів, отриманих цивільним населенням. Дорослі могли придбати 4,8 кг (11 фунтів) рису на місяць і 2,4 кг (5,3 фунтів) для дітей. Кількість рису для дорослих скоротилася на 25% у подальшому ході війни.
23 березня 1942 року японське генеральне консульство в Сінгапурі було закрито, і військова адміністрація оголосила, що відтепер Малайя — невід'ємна частина Японської імперії. Малайя була розділена на десять провінцій, а місто Сінгапур став окремою адміністративною одиницею — Сенан. Для того, щоб жителі Малайї усвідомили, що вони тепер прямі піддані імперії, 29 квітня в усіх містах Малайї була проведена урочиста церемонія святкування дня народження імператора. Оскільки в Сінгапурі малайців жило мало, в церемонії брали участь в основному перелякані китайці та індійці, які не отримали японського громадянства і залишалися для японців підданими ворожих країн.
До середини 1942 року були відновлені п'ять найбільших доків Сінгапуру, і почав повністю функціонувати порт. Однак японці не планували постачати населення товарами, і Сінгапурові довелося обходитися довоєнними запасами, реалізованими на чорному ринку (перший корабель з цивільними товарами з Японії дістався до Сінгапуру лише у липні 1943 року).
У липні 1943 року в Сінгапурі влаштувався Субхас Чандра Бос, який очолив так званий «Тимчасовий уряд вільної Індії». Під впливом пропаганди Боса в сформовану ним Індійську національну армію вступили п'ять тисяч індійських солдатів, що потрапили в полон у Сінгапурі.

## Кінець окупації
6–9 серпня 1945 року два американських бомбардувальники B-29 (''Enola Gay'' і ''Bockscar''), скинули атомні бомби на японські міста Хіросіма та Нагасакі. 8 серпня 1945 р. Радянський Союз оголосив війну Японії і зайшов у Маньчжурію. Бомбардування Хіросіми й Нагасакі разом зі вступом Радянського Союзу у війну закінчив японську окупацію Південно-Східної Азії.
У міру того, як Японія зазнавала поразки на фронтах, японська влада йшла на деякі поступки місцевої буржуазії і феодалів, прагнучи заручитися їх підтримкою. Наприкінці 1944 — на початку 1945 року малайські націоналісти виступили з ідеєю створення Великої Індонезії. У липні 1945 року в Сінгапурі відбулася конференція керівників японської військової адміністрації на Яві, Суматрі, Сулавесі і в Малайї, де обговорювалася ця концепція. Підтримуючи цю ідею, Японія хотіла в критичний для неї момент заручитися симпатіями окупованого населення, однак капітуляція Японії поставила хрест на цих планах.

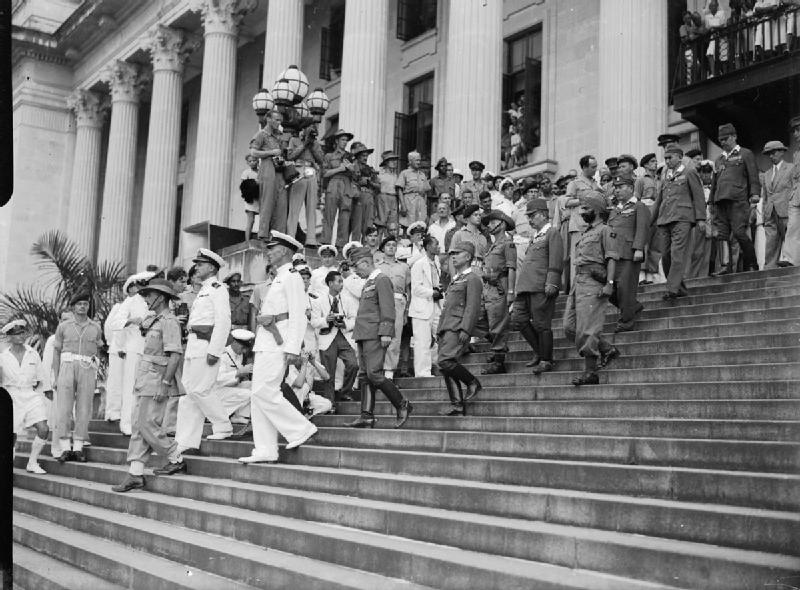
Японська капітуляція в Сінгапурі, 1945 рік

15 серпня Японія оголосила про свою капітуляцію. Офіційне підписання капітуляції відбулося 12 вересня в мерії Сінгапуру. Лорд Луїс Маунтбеттен, верховний головнокомандувач НАТО в Південно-Східній Азії, приїхав в Сінгапур, щоб отримати формальну капітуляцію японських військ від генерала Сейсіро Ітагакі та генерала Хісаіті Терауті.
Після того як японці здалися, в Сінгапурі існував стан аномії, поки англійці не прибули, щоб взяти контроль. Були широко поширені випадки грабежів і вбивств. Велика частина інфраструктури була зруйнована, у тому числі портові споруди та електроенергія, водопостачання та телефонний зв'язок. Коли британські війська, нарешті, прибули, вони були зустрінуті з вітаннями і фанфарами.
Війна сприяла становленню ідентичності Сінгапуру. Жителі Сінгапуру, більшість яких у 1930-х були вже не китайськими іммігрантами, а їх нащадками — місцевими уродженцями, в роки японської окупації почали відчувати себе саме сінгапурцями, а не китайцями з британськими паспортами.

## У культурі
Японська окупація Сінгапуру була зображена в ЗМІ та масовій культурі, в тому числі у фільмах і телесеріалах.

### Фільми
- Південний Хрест (також відомий як Вища честь) (1982), японсько-австралійського виробництва.

### Телесеріали
- Ранні епізоди Тенко[3], виробництва BBC / ABC.

- Герої[4] (1988), австралійсько-британське виробництво.
- Герої II: Повернення[5] (1991), австралійський серіал.
- Останній ритм (1996), телебачення Сінгапуру (TCS).
- Ціна миру (1997), телебачення Сінгапуру (TCS).
- Щоденник війни[6] (2001), видавництво MediaCorp.
- В пошуках миру (2001), видавництво MediaCorp.
- Чангі[7] (2001), видавництва австралійської радіомовної корпорації.